# Riccardo Stivanello
Riccardo Stivanello (sinh ngày 24 tháng 4 năm 2004) là một cầu thủ bóng đá chuyên nghiệp người Ý hiện tại đang thi đấu ở vị trí trung vệ cho câu lạc bộ Bologna tại Serie A.

## Sự nghiệp thi đấu

### Bologna
Stivanello bắt đầu chơi bóng tại Cittadella, trước khi gia nhập Bologna vào năm 2018. Vào ngày 11 tháng 5 năm 2021, anh bản ký hợp đồng chuyên nghiệp đầu tiên với câu lạc bộ. Sau khi thăng tiến ở đội trẻ, anh ra mắt chuyên nghiệp vào ngày 21 tháng 5 năm 2022, vào sân từ băng ghế dự bị ở đầu hiệp hai, trong chiến thắng 1–0 tại Serie A trước Genoa.
Vào ngày 16 tháng 6 năm 2022, Stivanello gia hạn hợp đồng với Bologna cho đến ngày 30 tháng 6 năm 2025.

## Sự nghiệp quốc tế
Stivanello đã đại diện cho Ý ở một số cấp độ trẻ quốc tế, từng chơi cho đội U-18 và U-19.

### U-19
Vào tháng 6 năm 2022, anh có tên trong danh sách đội tuyển Ý tham dự Giải vô địch bóng đá U-19 châu Âu 2022 tại Slovakia, nơi Azzurrini vào tới bán kết và thất bại trước nhà vô địch của giải đấu, U-19 Anh.